# 看源软件
看源软件（英語：source-available software，也译有源软件）是软件协议的一种分类。看源软件的协议允许查看甚至是修改源代码，但不一定符合开源定义。看源软件协议的种类多样，从最严格的只许查看参考，到允许为了商业或非商业用途修改、再发行的都有。
只要代码随着软件发行，软件就是看源软件。看源软件可以不给用户以使用、分享、编译的法定权利。换句话说，一个看源软件可以同时作为专有软件存在。自由软件和开源软件（FOSS）的定义相比之下严格很多：所有FOSS都是看源软件，但并非所有看源软件是FOSS。只有为用户提供额外使用源码权利（例如带署名用于商业软件）的协议才符合FOSS定义。
知名的看源软件和协议有MongoDB、Elasticsearch、Redis、Discuz（2020年前）、服务器端公共许可证、Business Source License、微软共享源代码系统、TrueCrypt协议等。